# Lijst van Britse advocaten-generaal

## Advocaten-generaal van het Verenigd Koninkrijk (1936–heden)
| Advocaat-generaal Attorney General | Advocaat-generaal Attorney General   | Advocaat-generaal Attorney General                    | Ambtstermijn               | Ambtstermijn                | Partij(en)         | Premier(s)                    | Kabinet(ten)                        | Overige functie(s) |
| ---------------------------------- | ------------------------------------ | ----------------------------------------------------- | -------------------------- | --------------------------- | ------------------ | ----------------------------- | ----------------------------------- | ------------------ |
|                                    |                                      | Sir Donald Somervell (1889–1960)                      | 18 maart 1936              | 23 mei 1945                 | Conservative Party | Stanley Baldwin (1935–1937)   | Baldwin III (Nationaal Kabinet III) |                    |
| Neville Chamberlain (1937–1940)    | Chamberlain I (Nationaal Kabinet IV) | Sir Donald Somervell (1889–1960)                      | 18 maart 1936              | 23 mei 1945                 | Conservative Party |                               |                                     |                    |
| Neville Chamberlain (1937–1940)    | Chamberlain II                       | Sir Donald Somervell (1889–1960)                      | 18 maart 1936              | 23 mei 1945                 | Conservative Party |                               |                                     |                    |
| Winston Churchill (1940–1945)      | Churchill I                          | Sir Donald Somervell (1889–1960)                      | 18 maart 1936              | 23 mei 1945                 | Conservative Party |                               |                                     |                    |
|                                    | David Maxwell Fyfe                   | Sir David Maxwell Fyfe (1900–1967)                    | 23 mei 1945                | 26 juli 1945                | Conservative Party | Winston Churchill (1940–1945) | Churchill II                        |                    |
|                                    | Hartley Shawcross                    | Sir Hartley Shawcross (1882–1965)                     | 26 juli 1945               | 24 april 1951               | Labour Party       | Clement Attlee (1945–1951)    | Attlee I                            |                    |
| Attlee II                          | Hartley Shawcross                    | Sir Hartley Shawcross (1882–1965)                     | 26 juli 1945               | 24 april 1951               | Labour Party       | Clement Attlee (1945–1951)    |                                     |                    |
|                                    | Frank Soskice                        | Sir Frank Soskice (1902–1979)                         | 24 april 1951              | 26 oktober 1951             | Labour Party       | Clement Attlee (1945–1951)    |                                     |                    |
|                                    | Lionel Heald                         | Sir Lionel Heald (1897–1981)                          | 26 oktober 1951            | 18 oktober 1954             | Conservative Party | Winston Churchill (1951–1955) | Churchill III                       |                    |
|                                    |                                      | Sir Reginald Manningham- Buller (1905–1980)           | 18 oktober 1954            | 16 juli 1962                | Conservative Party | Winston Churchill (1951–1955) | Churchill III                       | .                  |
| Anthony Eden (1955–1957)           | Eden                                 | Sir Reginald Manningham- Buller (1905–1980)           | 18 oktober 1954            | 16 juli 1962                | Conservative Party |                               |                                     |                    |
| Harold Macmillan (1957–1963)       | Macmillan I                          | Sir Reginald Manningham- Buller (1905–1980)           | 18 oktober 1954            | 16 juli 1962                | Conservative Party |                               |                                     |                    |
| Harold Macmillan (1957–1963)       | Macmillan II                         | Sir Reginald Manningham- Buller (1905–1980)           | 18 oktober 1954            | 16 juli 1962                | Conservative Party | .                             |                                     |                    |
| Harold Macmillan (1957–1963)       | Macmillan II                         |                                                       |                            | Sir John Hobson (1912–1967) | 16 juli 1962       | 16 oktober 1964               | Conservative Party                  |                    |
| Alec Douglas- Home (1963–1964)     | Douglas- Home                        |                                                       |                            | Sir John Hobson (1912–1967) | 16 juli 1962       | 16 oktober 1964               | Conservative Party                  |                    |
|                                    | Elwyn Jones                          | Sir Elwyn Jones (1909–1989)                           | 16 oktober 1964            | 19 juni 1970                | Labour Party       | Harold Wilson (1964–1970)     | Wilson I                            |                    |
| Wilson II                          | Elwyn Jones                          | Sir Elwyn Jones (1909–1989)                           | 16 oktober 1964            | 19 juni 1970                | Labour Party       | Harold Wilson (1964–1970)     |                                     |                    |
|                                    |                                      | Sir Peter Rawlinson (1919–2006)                       | 19 juni 1970               | 4 maart 1974                | Conservative Party | Edward Heath (1970–1974)      | Heath                               |                    |
|                                    |                                      | Samuel Silkin (1918–1988)                             | 4 maart 1974               | 4 mei 1979                  | Labour Party       | Harold Wilson (1974–1976)     | Wilson III                          |                    |
| Wilson IV                          |                                      | Samuel Silkin (1918–1988)                             | 4 maart 1974               | 4 mei 1979                  | Labour Party       | Harold Wilson (1974–1976)     |                                     |                    |
| James Callaghan (1976–1979)        | Callaghan                            | Samuel Silkin (1918–1988)                             | 4 maart 1974               | 4 mei 1979                  | Labour Party       |                               |                                     |                    |
|                                    |                                      | Sir Michael Havers (1923-1992)                        | 4 mei 1979                 | 13 juni 1987                | Conservative Party | Margaret Thatcher (1979–1990) | Thatcher I                          |                    |
| Thatcher II                        |                                      | Sir Michael Havers (1923-1992)                        | 4 mei 1979                 | 13 juni 1987                | Conservative Party | Margaret Thatcher (1979–1990) |                                     |                    |
|                                    |                                      | Sir Patrick Mayhew (1929–2016)                        | 13 juni 1987               | 10 april 1992               | Conservative Party | Margaret Thatcher (1979–1990) | Thatcher III                        |                    |
| John Major (1990–1997)             | Major I                              | Sir Patrick Mayhew (1929–2016)                        | 13 juni 1987               | 10 april 1992               | Conservative Party |                               |                                     |                    |
| John Major (1990–1997)             |                                      |                                                       | Nicholas Lyell (1938–2010) | 10 april 1992               | 2 mei 1997         | Conservative Party            | Major II                            |                    |
|                                    | John Morris                          | Sir John Morris (1931–2023)                           | 2 mei 1997                 | 28 juli 1999                | Labour Party       | Tony Blair (1997–2007)        | Blair I                             |                    |
|                                    |                                      | Baron Williams van Mostyn Gareth Williams (1941–2003) | 28 juli 1999               | 8 juni 2001                 | Labour Party       | Tony Blair (1997–2007)        | Blair I                             |                    |
|                                    | Peter Goldsmith                      | Baron Goldsmith Peter Goldsmith (1950)                | 8 juni 2001                | 27 juni 2007                | Labour Party       | Tony Blair (1997–2007)        | Blair II                            |                    |
| Blair III                          | Peter Goldsmith                      | Baron Goldsmith Peter Goldsmith (1950)                | 8 juni 2001                | 27 juni 2007                | Labour Party       | Tony Blair (1997–2007)        |                                     |                    |
|                                    | Patricia Scotland                    | Baroness Scotland van Asthal Patricia Scotland (1955) | 27 juni 2007               | 11 mei 2010                 | Labour Party       | Gordon Brown (2007–2010)      | Brown                               |                    |
|                                    | Dominic Grieve                       | Dominic Grieve (1956)                                 | 11 mei 2010                | 14 juli 2014                | Conservative Party | David Cameron (2010–2016)     | Cameron I                           |                    |
|                                    | Jeremy Wright                        | Jeremy Wright (1972)                                  | 14 juli 2014               | 9 juli 2018                 | Conservative Party | David Cameron (2010–2016)     | Cameron I                           | .                  |
| Cameron II                         | Jeremy Wright                        | Jeremy Wright (1972)                                  | 14 juli 2014               | 9 juli 2018                 | Conservative Party | David Cameron (2010–2016)     |                                     |                    |
| Theresa May (2016–2019)            | Jeremy Wright                        | Jeremy Wright (1972)                                  | 14 juli 2014               | 9 juli 2018                 | Conservative Party | May I                         |                                     |                    |
| Theresa May (2016–2019)            | Jeremy Wright                        | Jeremy Wright (1972)                                  | 14 juli 2014               | 9 juli 2018                 | Conservative Party | May II                        |                                     |                    |
| Theresa May (2016–2019)            |                                      | Geoffrey Cox                                          | Geoffrey Cox (1960)        | 8 juli 2018                 | 13 februari 2020   | Conservative Party            | .                                   |                    |
| Boris Johnson (2019–2022)          | Johnson I                            | Geoffrey Cox                                          | Geoffrey Cox (1960)        | 8 juli 2018                 | 13 februari 2020   | Conservative Party            |                                     |                    |
| Boris Johnson (2019–2022)          | Johnson II                           | Geoffrey Cox                                          | Geoffrey Cox (1960)        | 8 juli 2018                 | 13 februari 2020   | Conservative Party            |                                     |                    |
| Boris Johnson (2019–2022)          |                                      | Suella Braverman                                      | Suella Braverman (1980)    | 13 februari 2020            | 6 september 2022   | Conservative Party            |                                     |                    |
|                                    | Michael Ellis                        | Michael Ellis (1967)                                  | 6 september 2022           | 25 oktober 2022             | Conservative Party | Liz Truss (2022)              | Truss                               |                    |
|                                    | Victoria Prentis                     | Victoria Prentis (1971)                               | 25 oktober 2022            | 5 juli 2024                 | Conservative Party | Rishi Sunak (2022–2024)       | Sunak                               |                    |
|                                    | Richard Hermer                       | Richard Hermer (1968)                                 | 5 juli 2024                | heden                       | Labour Party       | Keir Starmer (2024–heden)     | Starmer                             |                    |